# Корытько, Владимир Михайлович
Влади́мир Миха́йлович Коры́тько (бел. Уладзімір Міхайлавіч Карыцька; род. 6 июля 1979[…], Молодечно, Минская область) — белорусский футболист, полузащитник. Тренер.

## Карьера игрока
Начал свою карьеру в 1998 году в белорусском клубе «Молодечно» и отыграл в своём дебютном сезоне 8 матчей. В 1999 году перешёл в «Торпедо-МАЗ». В 2001 году перешёл в «Славию». Отыграв полгода, перешёл в словацкий «Ружомберок». За свою карьеру сменил более 15 клубов, поиграв в Беларуси, Словакии, России и Украине. Большую часть карьеры провёл в одесском «Черноморце» и ярославском «Шиннике».
В октябре 2014 года Корытько покинул «Шинник», с которым у него продолжал действовать контракт. Владимир Корытько покинул «Шинник» и уже тренируется в «Арсенале». 19 ноября арендован тульским «Арсеналом».
По окончании сезона 2014/15 стал искать новый клуб. Некоторое время тренировался вместе с клубом белорусской Первой лиги «Ислочь». Позже оказался в минском «Динамо», с которым 11 июля 2015 года подписал контракт. Сыграл 6 матчей на групповом этапе Лиги Европы (2015/16).
Первую половину сезона 2016 пропустил из-за травмы, после восстановления вернул себе место в основе и стал капитаном команды. В декабре продлил контракт с минчанами, однако в феврале 2017 года покинул клуб в качестве свободного агента. В марте стало известно, что Корытько принял решение о завершении профессиональной карьеры.

### В сборной
С 2002 по 2012 год выступал за сборную Беларуси. Забил три мяча.

## Карьера тренера
В 2017 году поступил в Высшую школу тренеров («A-UEFA»). В июне вошёл в тренерский штаб столичного клуба «Энергетик-БГУ», однако в следующем сезоне покинул команду.
В 2018 году возглавил молодёжную команду «Динамо» (Москва). Под его руководством динамовская молодёжка провела 22 матча, в которых одержала 13 побед, 2 раза сыграла вничью и потерпела 7 поражений (62 % набранных очков). Разница мячей — 43 забитых и 24 пропущенных.
В 2019 году назначен главным тренером юношеской сборной Беларуси по футболу, составленной из игроков не старше 2000 г.р.
В 2020 году поступил в Академию тренерского мастерства РФС («PRO- UEFA»). В том же году был назначен старшим тренером Академии футбола АБФФ.

## Статистика

### Голы за сборную
| # | Дата            | Стадион                  | Соперник   | Счёт после гола | Итоговый счёт | Турнир                   |
| - | --------------- | ------------------------ | ---------- | --------------- | ------------- | ------------------------ |
| 1 | 12 ноября 2005  | ЦСК «Витебский», Витебск | Латвия     | 1:1             | 3:1           | Товарищеский матч        |
| 2 | 11 октября 2006 | «Динамо», Минск          | Словения   | 4:2             | 4:2           | Отборочные матчи ЧЕ-2008 |
| 3 | 21 ноября 2007  | «Динамо», Минск          | Нидерланды | 2:0             | 2:1           | Отборочные матчи ЧЕ-2008 |

## Достижения
Металлург (Запорожье)
- Финалист Кубка Украины: 2005/06

Динамо (Минск)
- Серебряный призёр чемпионата Беларуси: 2015